# Cantó de Le Faouët
El cantó de Le Faouët (bretó Kanton ar Faoued) és una divisió administrativa francesa situat al departament d'Ar Mor-Bihan a la regió de Bretanya.

## Composició
El cantó aplega 6 comunes:
| Nom francès | Nom bretó | Població | km²    | Codi Postal | Codi INSEE |
| Berné       | Berne     | 1.316    | 34,77  | 56240       | 56014      |
| Guiscriff   | Gwiskri   | 2.394    | 85,46  | 56560       | 56081      |
| Lanvénégen  | Lannejenn | 1.180    | 29,42  | 56320       | 56105      |
| Le Faouët   | Ar Faoued | 2.806    | 34,03  | 56320       | 56057      |
| Meslan      | Mêlann    | 1.193    | 37,13  | 56320       | 56131      |
| Priziac     | Prizieg   | 986      | 44,63  | 56320       | 56182      |
| Cantó       | Ar Faoued | 9.875    | 265,44 | -           | 5607       |

## Evolució demogràfica
| 1962   | 1968   | 1975   | 1982   | 1990   | 1999  |
| ------ | ------ | ------ | ------ | ------ | ----- |
| 13.906 | 12.826 | 11.893 | 11.408 | 10.495 | 9.875 |

## Història
| Data d'elecció | Identitat         | Partit              | Professió |
| -------------- | ----------------- | ------------------- | --------- |
| 1994-2008      | Roland Duclos     | Divers droite       |           |
| 2008-2014      | Pierre Pouliquen  | PS                  |           |
| 2014-2015      | Ghislaine Langlet | Divers gauche (DVG) |           |